# The Thaw (film)
The Thaw is een Amerikaans-Canadese thriller-horrorfilm uit 2009 onder regie van Mark A. Lewis, die samen met Michael Lewis ook het verhaal schreef. The Thaw werd genomineerd voor veertien Leo Awards, waarvan het die voor beste grime in een avondvullend drama daadwerkelijk won.

## Verhaal

### Proloog
Ecoloog David Kruipen houdt zich intensief bezig met het bestuderen van de opwarming van de Aarde. Tijdens een expeditie treffen hij en zijn collega's een ijsbeer aan die zich op aanzienlijke afstand van zijn natuurlijke leefomgeving bevindt. Ze verdoven het dier en nemen het mee voor onderzoek. Vlak bij de plek waar ze de ijsbeer vonden, vinden ze ook de overblijfselen van een wolharige mammoet. Die zijn bloot komen te liggen omdat het ijs dat ze omsloot gesmolten is als gevolg van het veranderde klimaat.

### Hoofdlijn
Kruipen is de alleenstaande vader van Evelyn, roepnaam Evey. Hun relatie heeft een deuk opgelopen doordat hij vanwege zijn werk niet aanwezig was bij de begrafenis van zijn vrouw, haar moeder. Wanneer hij Evey belt, haalt hij haar over om hem op te komen zoeken in het expeditiekamp. Ze kan meevliegen in de helikopter die ook ecologie-studenten Atom Galen, Ling Chen en Federico 'Freddy' Fulce naar het onderzoeksteam brengt. In de daaropvolgende dagen worden Kruipens collega's alleen een voor een doodziek. Hij belt Evey daarom opnieuw en laat haar beloven niet te komen, zonder te zeggen waarom. Evey zegt toe, maar stapt toch in de helikopter.
Piloot Bart landt met het viertal bij het onderzoekscentrum, op enige afstand van het expeditiekamp. Binnen treffen ze de inmiddels gestorven ijsbeer aan. De studenten maken selfies bij het dier. Bart laat zich overhalen om er ook mee op de foto te gaan. Hierbij wordt hij in zijn arm gebeten door een insect. Freddy en Ling blijken geliefden te zijn geweest. Ze maken het 's nachts in het onderzoekscentrum goed en vrijen met elkaar. Evey hoort het geluid van een naderende quad. Buiten treft ze het voertuig aan zonder berijder. Wanneer ze de helikopter controleert, valt haar vaders collega Jane eruit. Ze is zichtbaar ziek met de quad uit het expeditiekamp komen rijden en heeft het besturingspaneel van de helikopter vernield. Terwijl de groep Jane naar binnen brengt, komt Ling kijken wat er aan de hand is. Op haar gezicht zit op meerdere plekken rode uitslag. Jane braakt een donkergroene substantie uit en sterft. Freddy roept via de radio een hulphelikopter op.
De lichamen van zowel de ijsbeer, Jane als Ling blijken vol te zitten met eitjes van een parasiet. De groep isoleert daarom zowel de dode lichamen als de nog levende Ling. Freddy is geïnfecteerd door Ling, maar verzwijgt dit tegenover de anderen. Evelyn wil de hulphelikopter afzeggen en de stand van zaken doorgeven. Dit om te voorkomen dat ze de dodelijke infectie naar bewoond gebied overbrengen en een plaatselijke, landelijke of zelfs wereldwijde epidemie veroorzaken. Ze accepteert dat zijzelf alleen kunnen hopen dat er op tijd een effectieve aanpak wordt gevonden voordat de infectie ze doodt. Freddy voorkomt dat Evelyn de hulp kan afzeggen door de radio te vernielen.
Bart komt erachter dat zijn arm is geïnfecteerd, door de beet van de ijsbeer. Hij krijgt Atom en Evey zover om zijn onderarm af te hakken, in de hoop dat de infectie zich daardoor niet verder verspreidt. Het lichaam van de ijsbeer blijkt inmiddels volledig bedekt met de dodelijke parasieten. Die dringen via de luchtkanalen nu ook door tot de andere ruimtes van het onderzoekscentrum. De groep besluit zich te verschuilen in de helikopter. Bart gaat niet mee. De parasieten blijken nog steeds aanwezig in zijn lichaam. Hij laat zichzelf daarom opsluiten bij Ling en geeft zowel haar als zichzelf een injectie met morfine, om zo bewusteloos hun einde af te wachten. Evey stelt Atom en Freddy voor om iedereen te controleren op de aanwezigheid van parasieten voor ze de helikopter ingaan. Freddy weigert en richt een geweer op Evey. Voor hij de trekker kan overhalen, wordt hij zelf gevloerd door een kogel. Het schot blijkt afkomstig van Kruipen, die gewond richting het onderzoekscentrum is gestrompeld.
Terwijl de hulphelikopters naderen, stelt Kruipen voor het onderzoekscentrum in brand te steken en overgiet het met benzine. Evey weet inmiddels zo goed als zeker wat haar vader van plan was en gaat eerst opnieuw naar binnen. Hier kijkt ze een video-opname af die Kruipen maakte in het expeditiecentrum en later gevonden had moeten worden. Op de beelden is te zijn dat hij zichzelf infecteert met de parasiet om die heimelijk los te laten op de bewoonde wereld. Om diezelfde reden liet hij de studenten overvliegen en wilde hij alleen Eveys komst voorkomen. Kruipen ziet het veroorzaken van een omvangrijke ramp als deze als enige manier om mensen bewust te maken van de gevolgen van de opwarming van de Aarde. De ernst van alle andere soorten waarschuwingen wordt niet op waarde geschat, vertelt hij in de camera. Jane heeft hem verwond nadat ze doorkreeg wat zijn plan was. Ze vernielde de helikopter om te voorkomen dat er besmette personen mee naar de bewoonde wereld konden vliegen.
Kruipen sluit Atom en zijn dochter op in het onderzoekscentrum. Wanneer hij in de hulphelikopter stapt, vertelt hij de piloot dat de twee een gevaar voor de volksgezondheid vormen en niet meer te redden zijn. Atom en Evey krijgen de deur niettemin open en ontsnappen. Atom grijpt zich vast aan het landingsgestel van de helikopter, maar valt van meters hoog op de grond. Evey pakt Freddy's geweer en schiet op de helikopter. Nadat ze het glas van de cockpit doorboort, stort die neer op het onderzoekscentrum. De explosie zet het gebouw in één klap vuur en vlam. Evey haast zich nog naar Adam, maar die bezwijkt aan zijn verwondingen. Wanneer de dag erna een nieuwe reddingshelikopter landt, treft de bemanning alleen Evey nog aan, bewusteloos verschanst in de onklaar gemaakte helikopter van Bart.

### Epiloog
Een hond snuffelt in een bos aan een dode vogel. Wanneer zijn baas hem roept, gehoorzaamt hij en springt hij in diens auto, die wegrijdt richting een stad. In het lichaam van de dode vogel klautert een van de parasieten rond.

## Rolverdeling
- Val Kilmer - David Kruipen
- Martha MacIsaac - Evelyn 'Evey' Kruipen
- Aaron Ashmore - Atom Galen
- Kyle Schmid - Federico 'Freddy' Fulce
- Steph Song - Ling Chen
- Anne Marie DeLuise - Jane
- Viv Leacock - Bart
- William B. Davis - Ted
- Garry Chalk - Jack
- Peter Kelamis - Mike
- John Callander - Edward
- Lamech Kadloo - Nuti
- Evan Adams - Professor Anderson
- Sebastian Gacki - Chad
- Alejandro Rae - Rob